# Pa’a jezik
Pa’a jezik (afa, afanci, afawa, fa’awa, foni, fucaka, pa’awa, pala; ISO 639-3: pqa), afrazijski jezik zapadnočadske skupine, kojim govori 8 000 ljudi (1995 CAPRO) u nigerijskoj državi Bauchi, točnije uz obale rijeke Bunga.
I po jeziku i kulturi pripadnici naroda Pa'a ili Afawa srodni su narodu Warji

## Vanjske poveznice
- Ethnologue (14th)
- Ethnologue (15th)